# Prémesques
Prémesques é uma comuna francesa na região administrativa de Altos da França, no departamento do Norte. Estende-se por uma área de 5.07 km². Em 2010 a comuna tinha 2 143 habitantes (densidade: 422,7 hab./km²).